# Salto del Tequendama
Der Salto del Tequendama (deutsch Tequendama-Wasserfall) ist ein südwestlich der kolumbianischen Hauptstadt Bogotá auf dem Gebiet der Gemeinde Soacha gelegener Wasserfall, der über eine Geländestufe 145 m senkrecht in die Tiefe stürzt. Er wird gespeist vom Río Bogotá, der von der Hochebene Sabana de Bogotá bis zum Río Sumapaz führt. Unmittelbar oberhalb des Falls liegt das Dorf El Charquito. Von der Nationalstraße Bogotá – El Colegio ist der Wasserfall gut einzusehen.

## Geschichte
Anfang der 1920er Jahre wurde der Ort für die Eisenbahn und somit für den Tourismus zahlungskräftiger Gäste aus der Hauptstadt erschlossen. Das traditionsreiche Hotel del Salto, ein unmittelbar am Wasserfall aufragender eleganter Gründerzeitbau mit tragischem Ruf, wurde vom Besitzer geschlossen und war über viele Jahre dem Verfall preisgegeben. In der Gegend etablierte sich zudem in den 1930er Jahren die aufständische Republik von Tequendama. Wegen der starken Verschmutzung des Río Bogotá, der mit den weitgehend ungeklärten Abwässern des gesamten Südens der Metropole Bogotá belastet ist, galt der abgelegene Ort lange als stinkende Einöde.
Doch 2011 nahm sich das Kolumbianische Institut für Naturwissenschaften gemeinsam mit der Ecological Farm Foundation von Porvenir des historischen Gebäudes an. Man begann das als „Horror-Hotel“ landesweit bekannte Gebäude in ein Museum zu verwandeln, das als ein nationales Symbol des kulturellen Erbes und der Renaturierung heute in neuem Glanz erstrahlt. Mittlerweile wurde aus dem Hotel das Museum für Biodiversität und Kultur. Thematisiert werden besonders auch die Folgen des globalen Klimawandels.
Die Fallhöhe des Wasserfalls wird durch das kleine Kraftwerk El Laguito oberhalb des Ortes Santandercito zur Gewinnung von elektrischer Energie genutzt, so dass der Katarakt sowie der weiterführende Wildfluss meist sehr wenig Wasser mit sich führt.

## Bilder

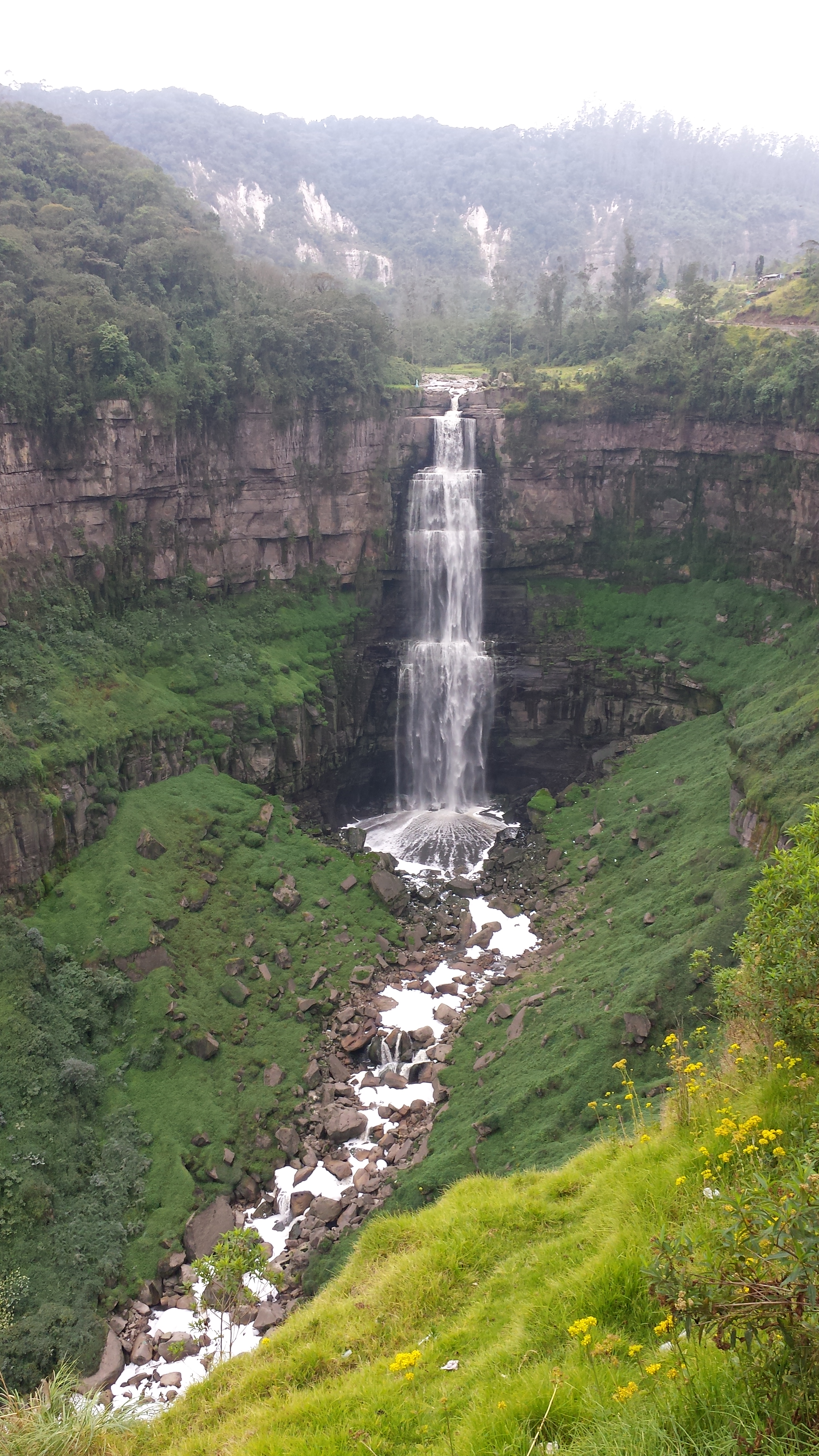
Wasserfall bei geringerer Wasserführung
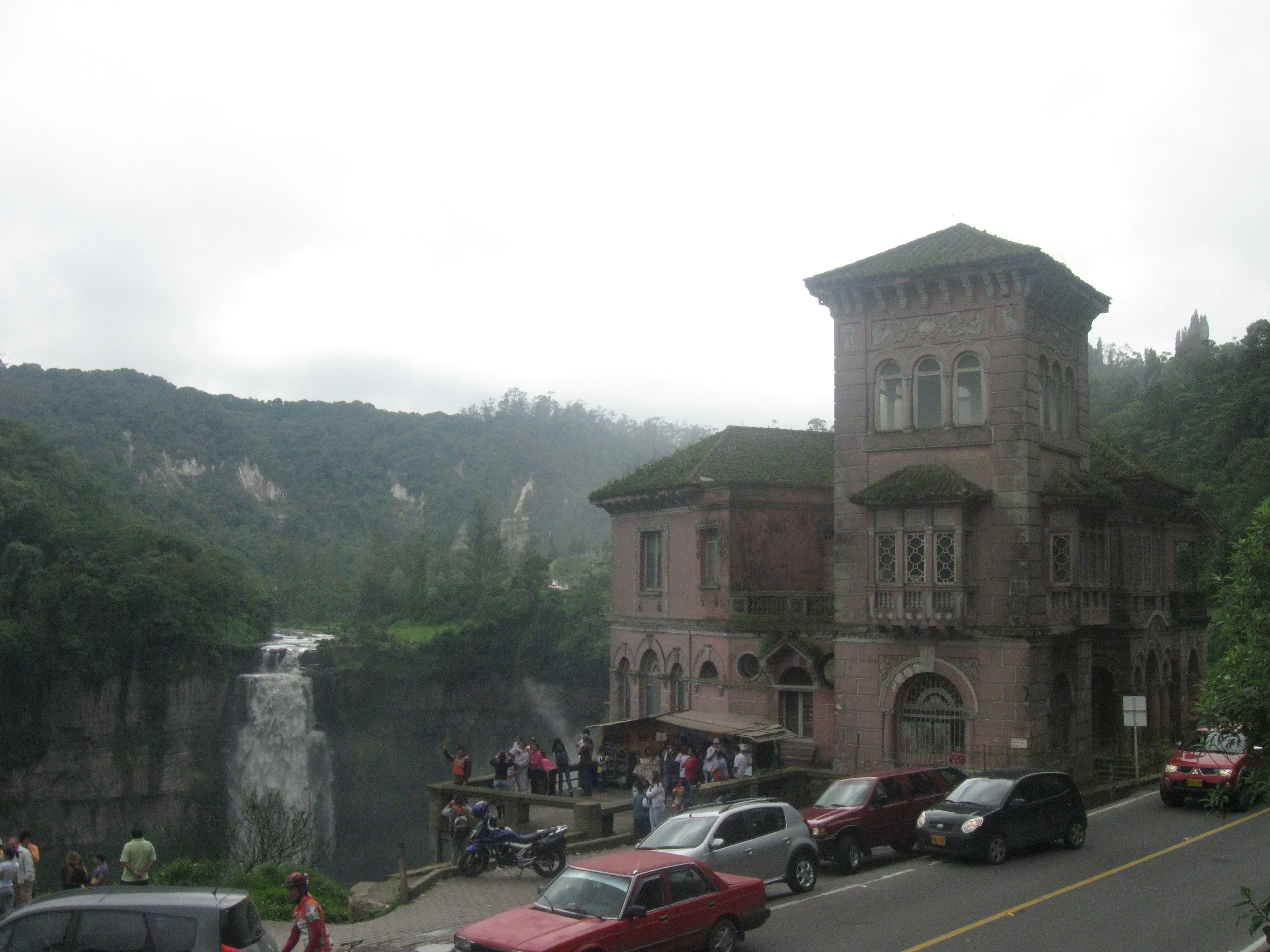
Hotel del Salto mit Wasserfall im Hintergrund (2010)
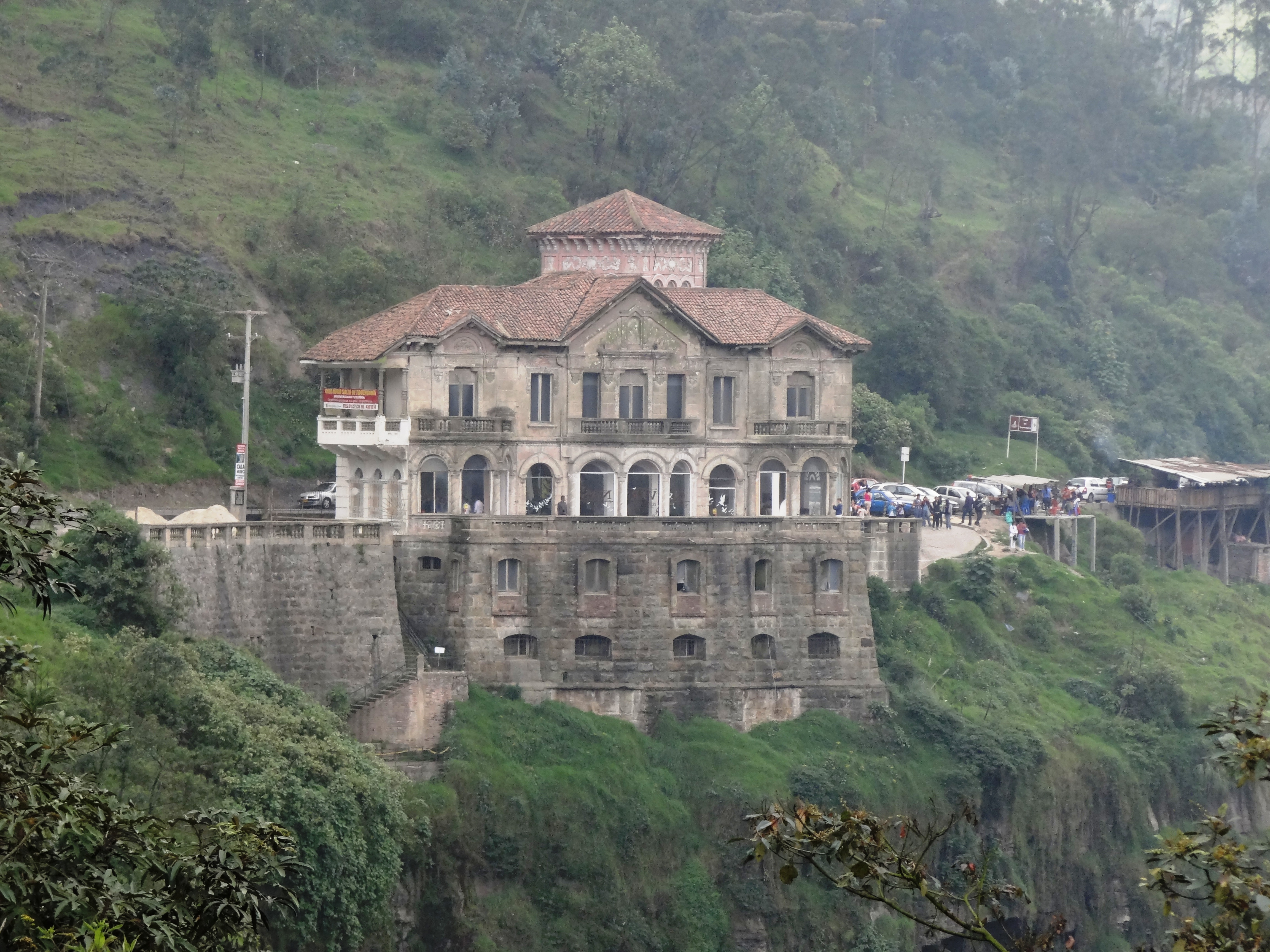
Hotel del Salto